# The Meters
The Meters est un groupe américain de funk, principalement actifs durant les années 1960 et 1970, et originaire de La Nouvelle-Orléans, en Louisiane.

## Carrière
Groupe fondé en 1965 par le pianiste et chanteur Art Neville, le guitariste Leo Nocentelli, le bassiste George Porter Jr. et le batteur Joseph « Zigaboo » Modeliste.
C'est ce quartet qui se produira en juin 1973 à Paris, salle Pleyel et au Festival de Jazz de Montreux en compagnie de Professor Longhair, Allen Toussaint et Dr. John.
Le percussionniste et chanteur Cyril Neville rejoindra plus tard le groupe avant qu'il ne soit dissous en 1977.
De 1989 à aujourd'hui, le groupe a été recréé plusieurs fois autour de George Porter Jr ou d'Art Neville et de ses frères (Aaron, Charles ou Cyril).

## Groupe
- Art Neville : clavier, chant
- George Porter, Jr. : basse, chant
- David Russell Batiste, Jr. : batterie
- Brian Stoltz : guitare
- Joseph "Ziggy" Modeliste aka Zigaboo Modeliste : batterie
- Leo Nocentelli : guitare
- Cyril Neville : percussion, chant

## Discographie

### Albums
- 1969 : The Meters, (Sundazed Music Inc.)
- 1970 : Struttin', (Sundazed Music Inc.)
- 1970 : Look-Ka Py Py, (Sundazed Music Inc.)
- 1972 : Cabbage Alley, (Sundazed Music Inc.)
- 1974 : Rejuvenation, (Sundazed Music Inc.)
- 1975 : Fire On The Bayou, (Sundazed Music Inc.)
- 1975 : The Best of the Meters, (Mardi Gras)
- 1976 : Trick Bag, (Sundazed Music Inc)
- 1977 : New Directions, (Sundazed Music Inc)
- 1980 : Second Line Strut, (Charly Records)
- 1986 : Here Come The Metermen, (Charly Records)
- 1990 : Good Old Funky Music, (Rounder Select)
- 1992 : The Meters Jam, (Rounder Select)
- 1992 : The Original Funkmasters, (Instant)
- 1992 : Look-Ka Py Py, (Rounder Select)
- 1992 : Uptown Rulers: The Meters Live On The Queen, (Rhino)
- 1994 : Fundamentally Funky, (Charly Records)
- 1995 : The Meters Anthology - Funkify Your Life, (Rhino)
- 1997 : The Very Best of the Meters, (Rhino)
- 1999 : Cresent City Groove Merchants, (Charly Records)
- 1999 : Legendary Meters Vol. 1, (Pid)
- 1999 : Legendary Meters Vol. 2, (Pid)
- 2001 : Kickback, (Sundazed Music Inc.)
- 2001 : The Meters Anthology: The Josie Years, (Repertoire)
- 2001 : Let's Party With the Meters, (Get Back)
- 2002 : The Essentials : the Meters, (Warner)
- 2003 : Too Funky Meters Fiyo at the Fillmore, Vol. 1, (Charly Records)
- 2003 : Zony Mash, (Sundazed Music Inc.)

## Producteurs
Art Neville, Allen Toussaint, Marshall Sehorn, The Meters

## Collaborateurs
Bill Dahl, Kenneth "Afro" Williams, Tony Owens, Ed Thrasher, Terry Smith, Rich Russell (Design), Al Quaglieri, Bunny Matthews, Bob Irwin, Tim Livingston, Ken Laxton, Roberta Grace, David J. Smith